# Viktoria Kolberg
SV Viktoria Kolberg (celým názvem: Sportverein Viktoria Kolberg) byl německý sportovní klub, který sídlil v pomořanském městě Kolberg (dnešní Kołobrzeg v Západopomořanském vojvodství). Založen byl v roce 1921, zanikl v roce 1945 po polské anexi východních Pomořan.
Své domácí zápasy odehrával na stadionu Langenbergstraße oder Militärsportplatz s kapacitou 2 500 diváků.

## Historické názvy
Zdroj: 
- 1921 – SV Viktoria Kolberg (Sportverein Viktoria Kolberg)
- 1945 – zánik

## Umístění v jednotlivých sezonách
Stručný přehled
Zdroj: 
- 1933–1936: Gauliga Pommern Ost
- 1940–1944: Gauliga Pommern Ost

Jednotlivé ročníky
Zdroj: 
Legenda: Z – zápasy, V – výhry, R – remízy, P – porážky, VG – vstřelené góly, OG – obdržené góly, +/- – rozdíl skóre, B – body, červené podbarvení – sestup, zelené podbarvení – postup, fialové podbarvení – reorganizace, změna skupiny či soutěže
| Velkoněmecká říše (1933 – 1944) |                     |        |    |   |   |    |    |    |     |    |        |
| Sezóny                          | Liga                | Úroveň | Z  | V | R | P  | VG | OG | +/- | B  | Pozice |
| 1933/34                         | Gauliga Pommern Ost | 1      | 12 | 5 | 2 | 5  | 25 | 54 | -29 | 12 | 4.     |
| 1934/35                         | Gauliga Pommern Ost | 1      | 12 | 2 | 1 | 9  | 16 | 55 | -39 | 5  | 6.     |
| 1935/36                         | Gauliga Pommern Ost | 1      | 12 | 1 | 1 | 10 | 18 | 50 | -32 | 3  | 7.     |
| …                               |                     |        |    |   |   |    |    |    |     |    |        |
| 1940/41                         | Gauliga Pommern Ost | 1      | 10 | 5 | 1 | 4  | 25 | 22 | +3  | 11 | 3.     |
| 1941/42                         | Gauliga Pommern Ost | 1      | 10 | 5 | 0 | 5  | 21 | 19 | +2  | 10 | 3.     |
| 1942/43                         | Gauliga Pommern Ost | 1      | 10 | 6 | 2 | 2  | 40 | 30 | +10 | 14 | 3.     |
| 1943/44                         | Gauliga Pommern Ost | 1      | 10 | 7 | 0 | 3  | 34 | 27 | +7  | 14 | 2.     |